# Asociación Canadiense de Estudios Latinoamericanos y del Caribe

La Asociación Canadiense de Estudios Latinoamericanos y del Caribe (CALACS / ACELAC/ACELC) (en inglés: Canadian Association of Latin American and Caribbean Studies) (en francés: Association canadienne des études d'Amérique latine et des Caraïbes), es una organización creada en 1969 en Montreal, Canadá. Su objetivo principal es difundir y promover el conocimiento de América Latina y el Caribe y sus diásporas por medio de redes y colaboraciones en Canadá. La Asociación reúne a académicos, estudiantes de postgrado, organizaciones sociales y activistas ofreciéndoles un espacio de reflexión y debate, principalmente a través del Congreso y de la Revista Canadiense de Estudios de América Latina y el Caribe. La asociación no sólo cuenta con colaboraciones de investigaciones y profesores locales dedicados a escribir sobre la cultura, historia, temas sociales, lenguaje y entre otros, sino también por pertenecer a instituciones, en su mayor parte de América Latina, como los estudios sobre humanidades, ciencias sociales, economía, política, relaciones internacionales, antropología y demás de ciencias, siempre que tengan alguna relación con el mundo latinoamericano. También se define como un organismo internacional y está constituido por 18 Estados miembros que actualmente realizan actividades académicas en 13 países de América Latina y el Caribe desde Canadá.